# Jigme Taring
Jigme Taring, ook wel Jigme Sumchen Wangpo Namgyal (Sikkim, 1908 - Dehradun, 1991) was een Tibetaans prins, politicus en militair.

## Afkomst
Jigme Taring was de zoon van Taring Namgyal, de oudste broer van Tashi Namgyal, de maharadja van Sikkim. Hij was getrouwd met Rinchen Dolma Taring, een dochter van Tsarong Dapon en voormalig echtgenote van Tsarong Dasang Dramdül. In 1986 bracht zij de autobiografie Daughter of Tibet uit.

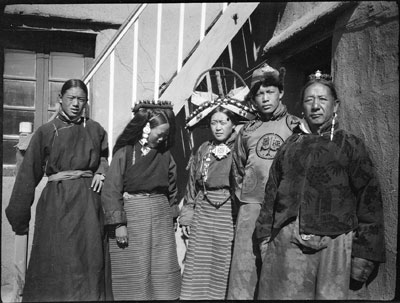
Shime Taring, mevr. Pemba, mej. Taring, Jigme Taring en Taring Radja, 1928

## Regeringsfunctionaris
Hij trad in dienst van het regiment dat door Thubten Kunphela was samengesteld en werd uitgezonden naar de eenheid in Gyantse. In 1932 werd hij benoemd tot commandant in het Tibetaanse leger.
Taring was een hoge functionaris in de regering van historisch Tibet gedurende 18 jaar. Hij was leraar Engels van de veertiende dalai lama. Hij maakte deel uit van de Tibetaanse missie die in 1950 voor onderhandelingen naar Peking reisde toen China had opgeroepen Tibet te willen bevrijden.

## Cameraman
Hij was een actief cameraman en zette verschillende festivals in Lhasa op de film. Bekende opnamen die hij naliet zijn onder meer de films die hij maakte van de geshe-examens van de veertiende dalai lama in de kloosters Sera, Drepung en Ganden in 1948.

## Ballingschap
In 1959 vluchtte hij met de dalai lama mee in ballingschap in India. Jigme en zijn vrouw Rinchen Dolma Taring wijdden hun leven aan de ontvangst van vluchtelingen uit Tibet. Ze werkten onder meer aan de projecten voor opvang van ouderen.
Verder zetten ze scholen op voor vluchtelingen en zelf werd Jigme Taring een van de directeurs van de Central School for Tibetans in Mussoorie. Hij was de derde minister van onderwijs voor de Tibetaanse regering in ballingschap.
Hij was een specialist in het hondenras Lhasa Apso en in die hoedanigheid keurmeester voor de Fédération Cynologique Internationale.